# تیتینا ده فیلیپو
تیتینا ده فیلیپو (ایتالیایی: Titina De Filippo؛ ۲۷ مارس ۱۸۹۸ – ۲۶ دسامبر ۱۹۶۳) فیلم‌نامه‌نویس و بازیگر اهل ایتالیا بود.
از فیلم‌ها یا برنامه‌های تلویزیونی که وی در آن نقش داشته‌است می‌توان به سیاهرگ طلایی و دو شاهی امید اشاره کرد.